# Distillation sèche

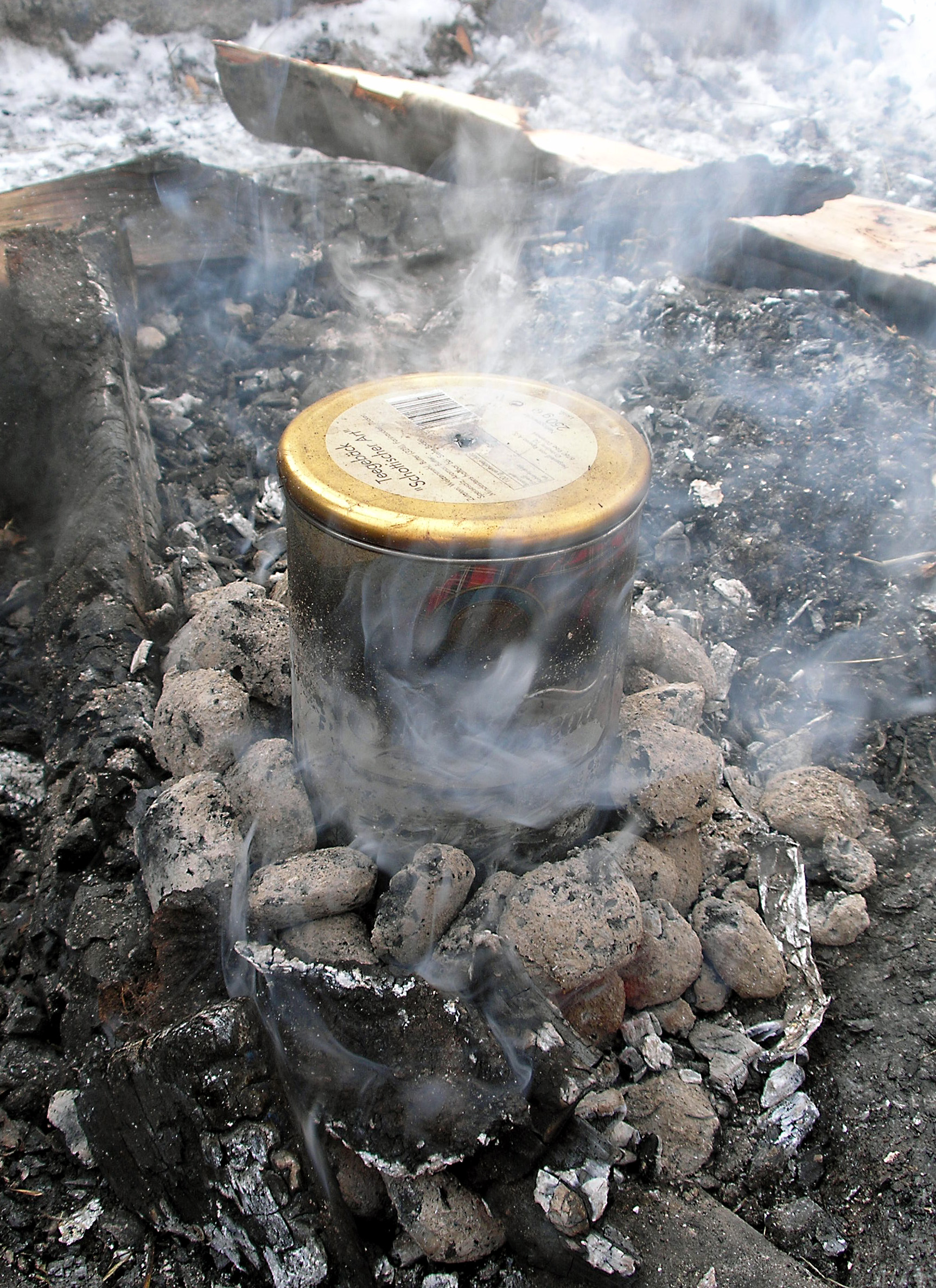
Exemple de distillation sèche en milieu naturel

La distillation sèche ou distillation solide est un procédé visant à purifier un solide ou à le séparer en ses différents constituants.

## Description
Le procédé suit les étapes suivantes :
- le solide chauffé se transforme en liquide par fusion ;
- ce liquide se transforme en gaz par évaporation ;
- ce gaz redevient solide par condensation au contact des parois froides d'un récipient de récupération.

## Comparaison avec la distillation
Cette méthode demande généralement des températures plus élevées (à pression atmosphérique) que la distillation.

## Applications
On peut utiliser la distillation sèche pour obtenir de l'essence à partir de charbon ou de bois. On peut également l'utiliser pour briser des sels tels que les sulfates par thermolyse, dans ce cas est produit du dioxyde de soufre ou du trioxyde de soufre (gaz) qui pourra être dissous dans l'eau pour produire de l'acide sulfurique. C'est de cette manière qu'on produisait initialement l'acide sulfurique.